# Laborrührer

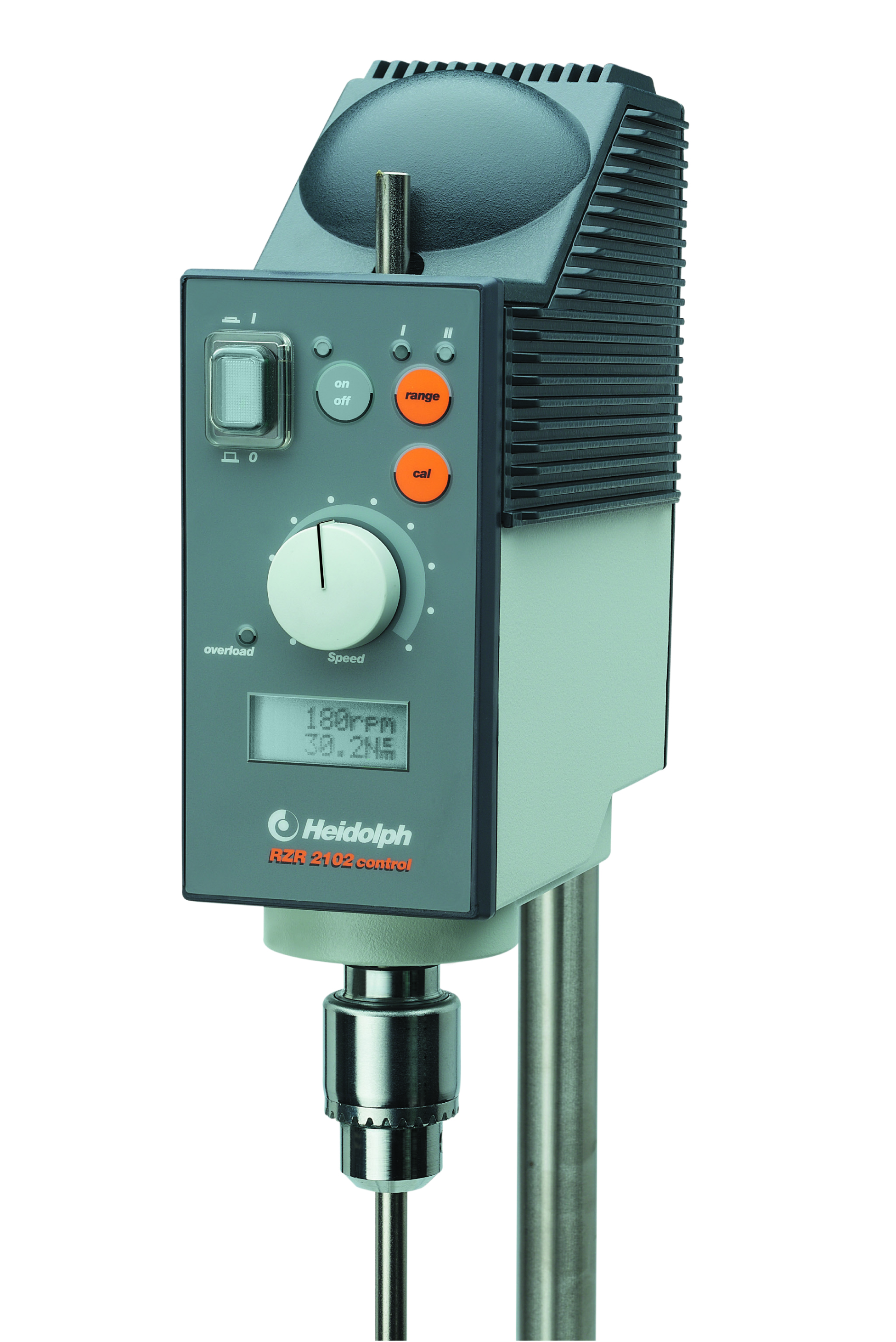
Laborrührer

Laborrührer sind drehmomentstarke Antriebe für Rührwerke. Sie bestehen aus einem Rührantrieb mit einer Einspannvorrichtung für die Rührwelle (ähnlich einer Bohrmaschine) und einer Rührwelle mit einem geeigneten Rührblatt oder KPG-Rührer. Sie dienen zum Durchführen von verfahrenstechnischen Grundoperationen wie
- Lösen (von löslichen Stoffen in Flüssigkeit),
- Homogenisieren (von ineinander löslichen Flüssigkeiten),
- Suspendieren (von unlöslichen Feststoffen in Flüssigkeit),
- Begasen (Begasungsrührer)

und zur Verbesserung des Wärmeübergangs an Wärmeaustauschflächen (z. B. im über den Mantel temperierten Laborreaktor oder im Gefäß auf einer Heizplatte). Die Wahl eines geeigneten Rührblatts ergibt sich aus der jeweiligen Anwendung.
Die Drehzahl des Rührantriebes ist in der Regel stufenlos einstellbar, z. B. im Bereich von 20 bis 2000/min. Die Drehzahl wird bei modernen Laborrührern elektronisch geregelt.
Rührantriebe, die über eine Drehmomentmessung verfügen, werden als Messrührer oder Drehmomentmessrührer bezeichnet. Mit Hilfe der Drehmomentmessung kann das durch die innere Reibung der Flüssigkeit (abhängig von der Viskosität, den elastischen Eigenschaften, der Drehzahl und der Rührergeometrie) vom Rührblatt auf die Welle übertragene Drehmoment erfasst werden und so als Rotationsviskosimeter dienen. Da das Drehmoment von der Viskosität abhängt, kann aus dem gemessenen Drehmoment auf die Viskosität geschlossen werden. Dies ist aber nicht trivial, da dabei weitere Faktoren wie Rührergeometrie, Drehzahl, Füllstand und Temperatur beachtet werden müssen. Das Drehmoment selbst ist bei vielen Versuchen ein einfach zu gewinnendes und aussagekräftiges Messsignal. 
Beispiele:
- Polymerisation: z. B. Erkennen des „Anspringens“ der Reaktion, qualitative Verfolgung des Verlaufs
- Kristallisation: Erkennung des Einsatzes der Kristallbildung und Rückschlüsse auf die Kristallkonzentration
- Reaktionskalorimetrie: Ermittlung der durch Rühren eingebrachten Wärmemenge Dissipation

Moderne Laborrührer bieten die Möglichkeit, das Drehmoment zu begrenzen (z. B. zum Schutz eines Glasrührblattes) und das Wieder-Anlaufverhalten nach einem Stromausfall festzulegen.
Über die eigentliche Rühraufgabe hinaus werden Messrührer für Scale-up-Versuche verwendet. Dabei werden in einem verkleinerten Modellreaktor Auslegungsdaten für einen Produktionsreaktor gewonnen.